# Resultados do Carnaval de Recife em 2010
Resultados do Carnaval de Recife em 2010.

## Escola de samba
| Grupo Especial | Grupo Especial      | Grupo Especial | Grupo Especial |
| Colocação      | Entidade            | Pontos         | Ref.           |
| -------------- | ------------------- | -------------- | -------------- |
| 1º             | Gigantes do Samba   | 99,7           | [ 2 ]          |
| 2º             | Galeria do Ritmo    | 97,9           | [ 2 ]          |
| Grupo 1        |                     |                |                |
| Colocação      | Entidade            | Pontos         | Ref.           |
| 1º             | Preto Velho         | 98,5           | [ 2 ]          |
| 2º             | Samarina            | 85,5           | [ 2 ]          |
| Grupo 2        |                     |                |                |
| Colocação      | Entidade            | Pontos         | Ref.           |
| 1º             | Unidos do Escailabe | 94,7           | [ 2 ]          |
| 2º             | Raios de Luar       | 72,1           | [ 2 ]          |

## Maracatu do Baque Virado
| Grupo Especial | Grupo Especial     | Grupo Especial | Grupo Especial |
| Colocação      | Entidade           | Pontos         | Ref.           |
| -------------- | ------------------ | -------------- | -------------- |
| 1º             | Estrela Brilhante  | 88,4           | [ 2 ]          |
| 2º             | Porto Rico         | 88,4           | [ 2 ]          |
| Grupo 1        |                    |                |                |
| Colocação      | Entidade           | Pontos         | Ref.           |
| 1º             | Raízes do Pai Adão | 80,3           | [ 2 ]          |
| 2º             | Gato Preto         | 78,3           | [ 2 ]          |
| Grupo 2        |                    |                |                |
| Colocação      | Entidade           | Pontos         | Ref.           |
| 1º             | Encanto do Dedê    | 72             | [ 2 ]          |
| 2º             | Axé da Lua         | 70,7           | [ 2 ]          |

## Caboclinho
| Grupo Especial | Grupo Especial    | Grupo Especial | Grupo Especial |
| Colocação      | Entidade          | Pontos         | Ref.           |
| -------------- | ----------------- | -------------- | -------------- |
| 1º             | Tupy              | 78,7           | [ 2 ]          |
| 2º             | Tupã              | 76,8           | [ 2 ]          |
| Grupo 1        |                   |                |                |
| Colocação      | Entidade          | Pontos         | Ref.           |
| 1º             | Canindé           | 78,9           | [ 2 ]          |
| 2º             | União Sete Flexas | 78,1           | [ 2 ]          |
| Grupo 2        |                   |                |                |
| Colocação      | Entidade          | Pontos         | Ref.           |
| 1º             | Taperaguases      | 74,9           | [ 2 ]          |
| 2º             | Guaianas          | 69,6           | [ 2 ]          |

## Tribo de Índio
| Grupo Especial | Grupo Especial | Grupo Especial | Grupo Especial |
| Colocação      | Entidade       | Pontos         | Ref.           |
| -------------- | -------------- | -------------- | -------------- |
| 1º             | Tabajara       | 98,6           | [ 2 ]          |
| 2º             | Tupinambá      | 94,2           | [ 2 ]          |
| Grupo 1        |                |                |                |
| Colocação      | Entidade       | Pontos         | Ref.           |
| 1º             | Canindé        | 89             | [ 2 ]          |

## Maracatu do Baque Solto
| Grupo Especial | Grupo Especial     | Grupo Especial | Grupo Especial |
| Colocação      | Entidade           | Pontos         | Ref.           |
| -------------- | ------------------ | -------------- | -------------- |
| 1º             | Cruzeiro do Forte  | 139,6          | [ 2 ]          |
| 2º             | Pavão Dourado      | 137,6          | [ 2 ]          |
| Grupo 1        |                    |                |                |
| Colocação      | Entidade           | Pontos         | Ref.           |
| 1º             | Estrela Brilhante  | 138,5          | [ 2 ]          |
| 2º             | Leão de Ouro       | 136,1          | [ 2 ]          |
| Grupo 2        |                    |                |                |
| Colocação      | Entidade           | Pontos         | Ref.           |
| 1º             | Leão Brasileirinho | 135,5          | [ 2 ]          |
| 2º             | Estrela de Ouro    | 133,3          | [ 2 ]          |

## Clube de Boneco
| Grupo Especial | Grupo Especial                 | Grupo Especial | Grupo Especial |
| Colocação      | Entidade                       | Pontos         | Ref.           |
| -------------- | ------------------------------ | -------------- | -------------- |
| 1º             | Seu Malaquias                  | 98,3           | [ 2 ]          |
| 2º             | Tadeu no Frevo                 | 94,8           | [ 2 ]          |
| Grupo 1        |                                |                |                |
| Colocação      | Entidade                       | Pontos         | Ref.           |
| 1º             | Homem da Madrugada             | 92             | [ 2 ]          |
| 2º             | O Menino do Pátio de São Pedro | 91,9           | [ 2 ]          |
| Grupo 2        |                                |                |                |
| Colocação      | Entidade                       | Pontos         | Ref.           |
| 1º             | Meca do Frevo                  | 86,5           | [ 2 ]          |
| 2º             | Motorista em Folia             | 49,2           | [ 2 ]          |

## Clube de Frevo
| Grupo Especial | Grupo Especial    | Grupo Especial | Grupo Especial |
| Colocação      | Entidade          | Pontos         | Ref.           |
| -------------- | ----------------- | -------------- | -------------- |
| 1º             | Pavão Misterioso  | 107,8          | [ 2 ]          |
| 2º             | Lenhadores        | 106,9          | [ 2 ]          |
| Grupo 1        |                   |                |                |
| Colocação      | Entidade          | Pontos         | Ref.           |
| 1º             | Reizado Imperial  | 101,5          | [ 2 ]          |
| 2º             | Gaiamum na Vara   | 99             | [ 2 ]          |
| Grupo 2        |                   |                |                |
| Colocação      | Entidade          | Pontos         | Ref.           |
| 1º             | Amante das Flores | 95,7           | [ 2 ]          |
| 2º             | Prato Misterioso  | 80,8           | [ 2 ]          |

## Bloco de Pau e Corda
| Grupo Especial | Grupo Especial        | Grupo Especial | Grupo Especial |
| Colocação      | Entidade              | Pontos         | Ref.           |
| -------------- | --------------------- | -------------- | -------------- |
| 1º             | Com Você no Coração   | 109,6          | [ 2 ]          |
| 2º             | Madeira do Rosarinho  | 107,9          | [ 2 ]          |
| Grupo 1        |                       |                |                |
| Colocação      | Entidade              | Pontos         | Ref.           |
| 1º             | Lírio do Lira         | 96,5           | [ 2 ]          |
| 2º             | Pirilampos do Tejipió | 90,6           | [ 2 ]          |

## Troça
| Grupo Especial | Grupo Especial       | Grupo Especial | Grupo Especial |
| Colocação      | Entidade             | Pontos         | Ref.           |
| -------------- | -------------------- | -------------- | -------------- |
| 1º             | Abanadores do Arruda | 99             | [ 2 ]          |
| 2º             | Batutas de Água Fria | 98,6           | [ 2 ]          |
| Grupo 1        |                      |                |                |
| Colocação      | Entidade             | Pontos         | Ref.           |
| 1º             | Acorda Beberibe      | 89,2           | [ 2 ]          |
| 2º             | Estrela da Tarde     | 86,9           | [ 2 ]          |
| Grupo 2        |                      |                |                |
| Colocação      | Entidade             | Pontos         | Ref.           |
| 1º             | A Japa do Coque      | 88,9           | [ 2 ]          |
| 2º             | Flores do Meu Bairro | 86,6           | [ 2 ]          |

## Urso
| Grupo Especial | Grupo Especial       | Grupo Especial | Grupo Especial |
| Colocação      | Entidade             | Pontos         | Ref.           |
| -------------- | -------------------- | -------------- | -------------- |
| 1º             | Cangaçá de Água Fria | 69,3           | [ 2 ]          |
| 2º             | Branco do Zé         | 67,5           | [ 2 ]          |
| Grupo 1        |                      |                |                |
| Colocação      | Entidade             | Pontos         | Ref.           |
| 1º             | Tua Mãe              | 67             | [ 2 ]          |
| 2º             | Branco do Cangaçá    | 66,5           | [ 2 ]          |
| Grupo 2        |                      |                |                |
| Colocação      | Entidade             | Pontos         | Ref.           |
| 1º             | Panda                | 59,5           | [ 2 ]          |
| 2º             | Mimoso do Coque      | 50,4           | [ 2 ]          |

## Boi
| Grupo Especial | Grupo Especial | Grupo Especial | Grupo Especial |
| Colocação      | Entidade       | Pontos         | Ref.           |
| -------------- | -------------- | -------------- | -------------- |
| 1º             | Boi Estrela    | 77,1           | [ 2 ]          |
| 2º             | Boi Faceiro    | 75,2           | [ 2 ]          |
| Grupo 1        |                |                |                |
| Colocação      | Entidade       | Pontos         | Ref.           |
| 1º             | Boi Mainha     | 77,5           | [ 2 ]          |
| 2º             | Boi Tanga      | 59,2           | [ 2 ]          |
| Grupo 2        |                |                |                |
| Colocação      | Entidade       | Pontos         | Ref.           |
| 1º             | Boi Tá Tá Tá   | 74,2           | [ 2 ]          |
| 2º             | Boi Pavão      | 73,9           | [ 2 ]          |